# Stazione meteorologica di Aviano Base Aerea
La stazione meteorologica di Aviano Base Aerea è la stazione meteorologica di riferimento per l'Organizzazione Meteorologica Mondiale e per il servizio meteorologico dell'Aeronautica Militare, relativa alla località di Aviano.

## Coordinate geografiche
La stazione meteorologica si trova nell'area climatica dell'Italia nord-orientale, nel Friuli-Venezia Giulia, in Provincia di Pordenone, nel comune di Aviano, a 128 metri s.l.m. e alle coordinate geografiche 46°01′48.41″N 12°35′56.46″E. Nei pressi di essa, ad una distanza di circa 400 metri, si trova anche la stazione meteorologica di Aviano Usaf, ubicata all'interno della base aerea di Aviano, gestita dalla USAF (126 metri s.l.m. e contrassegnata da codice WMO 16037 e codice ICAO LIYW): le medie climatiche delle due stazioni risultano pressoché identiche tra di loro.

## Medie climatiche ufficiali

### Dati climatologici 1981-2010
In base alle medie climatiche del periodo 1981-2010, la temperatura media del mese più caldo, luglio, si attesta a +23,6 °C, mentre la temperatura media del mese più freddo, gennaio, fa registrare il valore di +3,6 °C. Mediamente si contano annualmente 27,8 giorni con temperatura massima eguale o superiore ai 30 °C e 58,6 giorni di gelo.
| Aviano Base Aerea (1981-2010)   | Mesi | Mesi | Mesi | Mesi | Mesi | Mesi | Mesi | Mesi | Mesi | Mesi | Mesi | Mesi | Stagioni | Stagioni | Stagioni | Stagioni | Anno |
| Aviano Base Aerea (1981-2010)   | Gen  | Feb  | Mar  | Apr  | Mag  | Giu  | Lug  | Ago  | Set  | Ott  | Nov  | Dic  | Inv      | Pri      | Est      | Aut      | Anno |
| ------------------------------- | ---- | ---- | ---- | ---- | ---- | ---- | ---- | ---- | ---- | ---- | ---- | ---- | -------- | -------- | -------- | -------- | ---- |
| T. max. media (°C)              | 7,4  | 8,9  | 13,0 | 17,1 | 22,1 | 25,6 | 28,3 | 28,3 | 23,7 | 18,4 | 12,5 | 8,3  | 8,2      | 17,4     | 27,4     | 18,2     | 17,8 |
| T. min. media (°C)              | −0,3 | 0,2  | 4,2  | 8,4  | 13,3 | 16,7 | 18,9 | 18,6 | 14,5 | 10,2 | 4,8  | 0,8  | 0,2      | 8,6      | 18,1     | 9,8      | 9,2  |
| Giorni di calura (Tmax ≥ 30 °C) | 0    | 0    | 0    | 0    | 0,8  | 4,6  | 10,9 | 10,6 | 0,9  | 0,0  | 0,0  | 0,0  | 0,0      | 0,8      | 26,1     | 0,9      | 27,8 |
| Giorni di gelo (Tmin ≤ 0 °C)    | 18,0 | 14,9 | 5,1  | 0,2  | 0,0  | 0,0  | 0,0  | 0,0  | 0,0  | 0,3  | 4,9  | 15,2 | 48,1     | 5,3      | 0,0      | 5,2      | 58,6 |

### Dati climatologici 1971-2000
In base alle medie climatiche del periodo 1971-2000, la temperatura media del mese più caldo, luglio, si attesta a +23,1 °C, mentre la temperatura media del mese più freddo, gennaio, fa registrare il valore di +3,2 °C. Mediamente si contano annualmente 21,2 giorni con temperatura massima eguale o superiore ai 30 °C e 62,6 giorni di gelo.
| Aviano Base Aerea (1971-2000)   | Mesi | Mesi | Mesi | Mesi | Mesi | Mesi | Mesi | Mesi | Mesi | Mesi | Mesi | Mesi | Stagioni | Stagioni | Stagioni | Stagioni | Anno |
| Aviano Base Aerea (1971-2000)   | Gen  | Feb  | Mar  | Apr  | Mag  | Giu  | Lug  | Ago  | Set  | Ott  | Nov  | Dic  | Inv      | Pri      | Est      | Aut      | Anno |
| ------------------------------- | ---- | ---- | ---- | ---- | ---- | ---- | ---- | ---- | ---- | ---- | ---- | ---- | -------- | -------- | -------- | -------- | ---- |
| T. max. media (°C)              | 7,2  | 9,0  | 12,6 | 16,2 | 21,4 | 24,7 | 27,6 | 27,7 | 23,5 | 18,0 | 12,0 | 7,9  | 8,0      | 16,7     | 26,7     | 17,8     | 17,3 |
| T. min. media (°C)              | −0,4 | 0,3  | 3,9  | 7,7  | 12,9 | 16,2 | 18,6 | 18,4 | 14,6 | 9,8  | 4,1  | 0,6  | 0,2      | 8,2      | 17,7     | 9,5      | 8,9  |
| Giorni di calura (Tmax ≥ 30 °C) | 0    | 0    | 0    | 0    | 0,3  | 2,5  | 8,6  | 9,0  | 0,8  | 0,0  | 0,0  | 0,0  | 0,0      | 0,3      | 20,1     | 0,8      | 21,2 |
| Giorni di gelo (Tmin ≤ 0 °C)    | 18,6 | 15,4 | 6,0  | 0,3  | 0,0  | 0,0  | 0,0  | 0,0  | 0,0  | 0,4  | 5,7  | 16,2 | 50,2     | 6,3      | 0,0      | 6,1      | 62,6 |

### Dati climatologici 1961-1990
In base alla media trentennale di riferimento 1961-1990, ancora in uso per l'Organizzazione meteorologica mondiale e definita Climate Normal (CLINO), la temperatura media del mese più freddo, gennaio, si attesta a quasi +2,7 °C, quella del mese più caldo, luglio, è di circa +22,6 °C. Nel trentennio esaminato, la temperatura massima più elevata di +37,0 °C risale all'agosto 1988, mentre la temperatura minima più bassa di -15,8 °C fu registrata nel gennaio 1963.
La nuvolosità media annua si attesta a 4,6 okta, con minimo di 3,8 okta ad ottobre e massimo di 5,5 okta ad aprile.
Le precipitazioni medie annue, abbondanti e distribuite in modo irregolare con un minimo relativo invernale, risultano essere prossime ai 1.500 mm e distribuite mediamente in 106 giorni.
| Aviano Base Aerea (1961-1990)   | Mesi         | Mesi         | Mesi         | Mesi        | Mesi        | Mesi        | Mesi        | Mesi        | Mesi        | Mesi        | Mesi        | Mesi         | Stagioni | Stagioni | Stagioni | Stagioni | Anno  |
| Aviano Base Aerea (1961-1990)   | Gen          | Feb          | Mar          | Apr         | Mag         | Giu         | Lug         | Ago         | Set         | Ott         | Nov         | Dic          | Inv      | Pri      | Est      | Aut      | Anno  |
| ------------------------------- | ------------ | ------------ | ------------ | ----------- | ----------- | ----------- | ----------- | ----------- | ----------- | ----------- | ----------- | ------------ | -------- | -------- | -------- | -------- | ----- |
| T. max. media (°C)              | 6,4          | 8,5          | 12,1         | 16,1        | 20,9        | 24,3        | 27,0        | 26,7        | 23,5        | 18,2        | 11,9        | 7,5          | 7,5      | 16,4     | 26,0     | 17,9     | 16,9  |
| T. min. media (°C)              | −1,1         | 0,0          | 3,4          | 7,7         | 12,3        | 15,7        | 18,1        | 17,6        | 14,5        | 9,7         | 4,0         | 0,0          | −0,4     | 7,8      | 17,1     | 9,4      | 8,5   |
| T. max. assoluta (°C)           | 15,5 (1983)  | 19,0 (1990)  | 25,0 (1977)  | 29,4 (1962) | 30,8 (1963) | 35,2 (1965) | 36,0 (1976) | 37,0 (1988) | 33,9 (1973) | 28,0 (1962) | 21,8 (1972) | 18,4 (1967)  | 19,0     | 30,8     | 37,0     | 33,9     | 37,0  |
| T. min. assoluta (°C)           | −15,8 (1963) | −11,0 (1963) | −10,6 (1963) | −3,5 (1970) | −0,2 (1962) | 4,8 (1976)  | 9,0 (1971)  | 7,6 (1968)  | 3,0 (1977)  | −2,7 (1973) | −9,0 (1975) | −11,6 (1962) | −15,8    | −10,6    | 4,8      | −9,0     | −15,8 |
| Giorni di calura (Tmax ≥ 30 °C) | 0            | 0            | 0            | 0           | 0           | 1,5         | 6,3         | 6,0         | 0,9         | 0,0         | 0,0         | 0,0          | 0,0      | 0,0      | 13,8     | 0,9      | 14,7  |
| Giorni di gelo (Tmin ≤ 0 °C)    | 19,9         | 15,5         | 7,1          | 0,3         | 0,0         | 0,0         | 0,0         | 0,0         | 0,0         | 0,2         | 5,2         | 17,9         | 53,3     | 7,4      | 0,0      | 5,4      | 66,1  |
| Nuvolosità (okta al giorno)     | 4,6          | 4,6          | 4,8          | 5,5         | 5,3         | 5,0         | 4,4         | 4,1         | 4,0         | 3,8         | 5,2         | 4,1          | 4,4      | 5,2      | 4,5      | 4,3      | 4,6   |
| Precipitazioni (mm)             | 77           | 99           | 97           | 139         | 121         | 172         | 112         | 125         | 131         | 140         | 165         | 117          | 293      | 357      | 409      | 436      | 1 495 |
| Giorni di pioggia               | 6            | 7            | 7            | 11          | 11          | 13          | 10          | 10          | 8           | 7           | 9           | 7            | 20       | 29       | 33       | 24       | 106   |

### Dati climatologici 1951-1980
In base alle medie climatiche del periodo 1951-1980, la temperatura media del mese più caldo, luglio, si attesta a +21,9 °C, mentre la temperatura media del mese più freddo, gennaio, fa registrare il valore di +2,7 °C. Nel trentennio esaminato, la temperatura massima più elevata di +37,6 °C risale al luglio 1957, mentre la temperatura minima più bassa di -15,8 °C fu registrata nel gennaio 1963. Mediamente si contano annualmente 11,9 giorni con temperatura massima eguale o superiore ai 30 °C e 67,5 giorni di gelo.
Le precipitazioni medie annue si attestano a 1.063,9 mm, mediamente distribuite in 72 giorni di pioggia, con minimo relativo in inverno e picco massimo in autunno.
| Aviano Base Aerea (1951-1980)   | Mesi         | Mesi         | Mesi         | Mesi        | Mesi        | Mesi        | Mesi        | Mesi        | Mesi        | Mesi        | Mesi        | Mesi         | Stagioni | Stagioni | Stagioni | Stagioni | Anno    |
| Aviano Base Aerea (1951-1980)   | Gen          | Feb          | Mar          | Apr         | Mag         | Giu         | Lug         | Ago         | Set         | Ott         | Nov         | Dic          | Inv      | Pri      | Est      | Aut      | Anno    |
| ------------------------------- | ------------ | ------------ | ------------ | ----------- | ----------- | ----------- | ----------- | ----------- | ----------- | ----------- | ----------- | ------------ | -------- | -------- | -------- | -------- | ------- |
| T. max. media (°C)              | 6,6          | 8,6          | 12,1         | 15,9        | 21,0        | 24,4        | 26,7        | 26,2        | 23,2        | 17,9        | 11,9        | 7,6          | 7,6      | 16,3     | 25,8     | 17,7     | 16,8    |
| T. min. media (°C)              | −1,3         | −0,4         | 3,1          | 7,0         | 11,6        | 15,1        | 17,1        | 16,7        | 13,6        | 8,7         | 4,2         | −0,2         | −0,6     | 7,2      | 16,3     | 8,8      | 7,9     |
| T. max. assoluta (°C)           | 15,2 (1955)  | 20,5 (1959)  | 25,0 (1977)  | 29,4 (1962) | 32,8 (1953) | 35,2 (1965) | 37,6 (1957) | 35,6 (1962) | 33,9 (1973) | 28,0 (1962) | 21,8 (1972) | 18,4 (1967)  | 20,5     | 32,8     | 37,6     | 33,9     | 37,6    |
| T. min. assoluta (°C)           | −15,8 (1963) | −14,4 (1956) | −10,6 (1963) | −3,8 (1955) | −1,6 (1957) | 4,0 (1953)  | 8,2 (1960)  | 7,6 (1957)  | 3,0 (1977)  | −2,7 (1973) | −9,0 (1975) | −11,6 (1962) | −15,8    | −10,6    | 4,0      | −9,0     | −15,8   |
| Giorni di calura (Tmax ≥ 30 °C) | 0            | 0            | 0            | 0           | 0,1         | 1,7         | 5,3         | 4,4         | 0,4         | 0,0         | 0,0         | 0,0          | 0,0      | 0,1      | 11,4     | 0,4      | 11,9    |
| Giorni di gelo (Tmin ≤ 0 °C)    | 20,1         | 16,4         | 8,1          | 0,3         | 0,0         | 0,0         | 0,0         | 0,0         | 0,0         | 0,2         | 4,6         | 17,8         | 54,3     | 8,4      | 0,0      | 4,8      | 67,5    |
| Precipitazioni (mm)             | 44,7         | 51,8         | 75,8         | 135,0       | 87,8        | 109,9       | 79,3        | 85,6        | 75,3        | 94,3        | 138,0       | 86,4         | 182,9    | 298,6    | 274,8    | 307,6    | 1 063,9 |
| Giorni di pioggia               | 4            | 4            | 6            | 8           | 8           | 8           | 6           | 6           | 5           | 5           | 7           | 5            | 13       | 22       | 20       | 17       | 72      |

## Valori estremi

### Temperature estreme mensili dal 1951 ad oggi
Nella tabella sottostante sono riportate le temperature massime e minime assolute mensili, stagionali ed annuali dal 1951 ad oggi, con il relativo anno in cui queste sono state registrate. La massima assoluta del periodo esaminato di +37,6 °C è del luglio 1957 e del luglio 2015 (nel database APAT è presente anche un valore di +39,6 °C del 26 luglio 1953 che però non trova riscontro nelle mappe di reanalisi e nei dati delle stazioni idrologiche vicine), mentre la minima assoluta di -15,8 °C risale al gennaio 1963.
| Aviano Base Aerea (1951-2024) | Mesi         | Mesi         | Mesi         | Mesi        | Mesi        | Mesi        | Mesi        | Mesi        | Mesi        | Mesi        | Mesi        | Mesi         | Stagioni | Stagioni | Stagioni | Stagioni | Anno  |
| Aviano Base Aerea (1951-2024) | Gen          | Feb          | Mar          | Apr         | Mag         | Giu         | Lug         | Ago         | Set         | Ott         | Nov         | Dic          | Inv      | Pri      | Est      | Aut      | Anno  |
| ----------------------------- | ------------ | ------------ | ------------ | ----------- | ----------- | ----------- | ----------- | ----------- | ----------- | ----------- | ----------- | ------------ | -------- | -------- | -------- | -------- | ----- |
| T. max. assoluta (°C)         | 16,6 (2007)  | 23,6 (2021)  | 25,0 (1977)  | 29,4 (1962) | 33,2 (2009) | 36,4 (2003) | 37,6 (1957) | 37,0 (1988) | 34,8 (2024) | 28,8 (2011) | 26,0 (2004) | 18,4 (1967)  | 23,6     | 33,2     | 37,6     | 34,8     | 37,6  |
| T. min. assoluta (°C)         | −15,8 (1963) | −14,4 (1956) | −10,6 (1963) | −4,8 (2003) | −1,6 (1957) | 4,0 (1953)  | 8,2 (1960)  | 7,6 (1957)  | 3,0 (1977)  | −2,7 (1973) | −9,0 (1975) | −12,0 (2009) | −15,8    | −10,6    | 4,0      | −9,0     | −15,8 |

Nella seconda tabella sono invece indicate le temperature estreme mensili registrate da un'altra stazione meteorologica di Aviano gestita dall'USAF (United States Air Force), sempre presente in loco, le cui rilevazioni termometriche iniziano a partire dal 1956 in poi. Nel periodo esaminato la temperatura massima assoluta di +38,3 °C è stata registrata nel luglio 2015, mentre la minima assoluta appartiene al gennaio 1963 di -13,1 °C.
| Aviano Usaf (1956-2024) | Mesi         | Mesi         | Mesi        | Mesi        | Mesi        | Mesi        | Mesi        | Mesi        | Mesi        | Mesi        | Mesi        | Mesi         | Stagioni | Stagioni | Stagioni | Stagioni | Anno  |
| Aviano Usaf (1956-2024) | Gen          | Feb          | Mar         | Apr         | Mag         | Giu         | Lug         | Ago         | Set         | Ott         | Nov         | Dic          | Inv      | Pri      | Est      | Aut      | Anno  |
| ----------------------- | ------------ | ------------ | ----------- | ----------- | ----------- | ----------- | ----------- | ----------- | ----------- | ----------- | ----------- | ------------ | -------- | -------- | -------- | -------- | ----- |
| T. max. assoluta (°C)   | 16,4 (2015)  | 22,0 (1990)  | 25,0 (1977) | 29,8 (2012) | 33,0 (2007) | 36,0 (2003) | 38,3 (2015) | 37,2 (2013) | 34,0 (1973) | 29,0 (1985) | 25,0 (2004) | 18,5 (1967)  | 22,0     | 33,0     | 38,3     | 34,0     | 38,3  |
| T. min. assoluta (°C)   | −13,1 (1963) | −11,0 (1991) | −9,2 (1963) | −3,1 (1970) | 1,0 (1979)  | 6,6 (2006)  | 9,1 (1970)  | 8,0 (1995)  | 3,0 (1977)  | −2,0 (1973) | −9,0 (1973) | −12,0 (1963) | −13,1    | −9,2     | 6,6      | −9,0     | −13,1 |